# Vila Baiulescu din Brașov
Vila Baiulescu a fost construită în anul 1888 pe Aleea Rudolf, în locul Bastionului Curelarilor de pe latura nordică a cetății medievale, demolat în 1887. Clădirea a fost declarată monument istoric (cod LMI BV-II-m-B-11403).

## Istoric
Parte din fortificațiile Brașovului, aflat în colțul nord-vestic al cetății, Bastionul Curelarilor avea o formă de potcoavă, de peste 40 m lungime și între 14 - 17 m lățime. Zidurile măsurau la bază peste 4 m în grosime, iar înălțimea lor era de 15 m. Afectat puternic în urma cutremurului din 1738, bastionul a fost demolat în 1887.
Pe locul rămas liber a fost construită în anul 1888 reședința doctorului Gheorghe Baiulescu, medic balneolog, primul primar român al Brașovului (în anul 1916) și apoi primul prefect al județului Brașov după Marea Unire din 1918.
Vila Baiulescu a fost proiectată și construită de Peter Bartesch în stil neorenascentist, pe terenul cumpărat de către Manole Diamandi, negustor brașovean înstărit (președintele „Comitetului de acțiune” din Brașov pentru ajutorarea ostașilor români răniți în războiul de independență), ca dar de nuntă pentru fiica sa și ginerele său, dr. Gheorghe Baiulescu.
În data de 19 ianuarie 1930 în vila Baiulescu a fost inaugurată biblioteca Asociației Transilvane pentru Literatura Română și Cultura Poporului Român (ASTRA), sub numele de „Biblioteca Dr. Alexandru Bogdan”, devenită după naționalizarea din 1948 biblioteca orășenească, apoi biblioteca municipală Brașov, până în anul 1969 când s-a mutat în clădirea fostei Camere de Comerț și Industrie din imediata apropiere.
Vila Baiulescu este astăzi una din secțiile bibliotecii județene, care adăpostește Centrul de informare Comunitară, Centrul Cultural Britanic, Centrul Cultural Japonez, Mediateca, Biblioteca engleză și Biblioteca franceză.
Tot aici își desfășoară activitatea Agenția de Dezvoltare Durabilă a Județului Brașov (ADDJB).

## Galerie de imagini

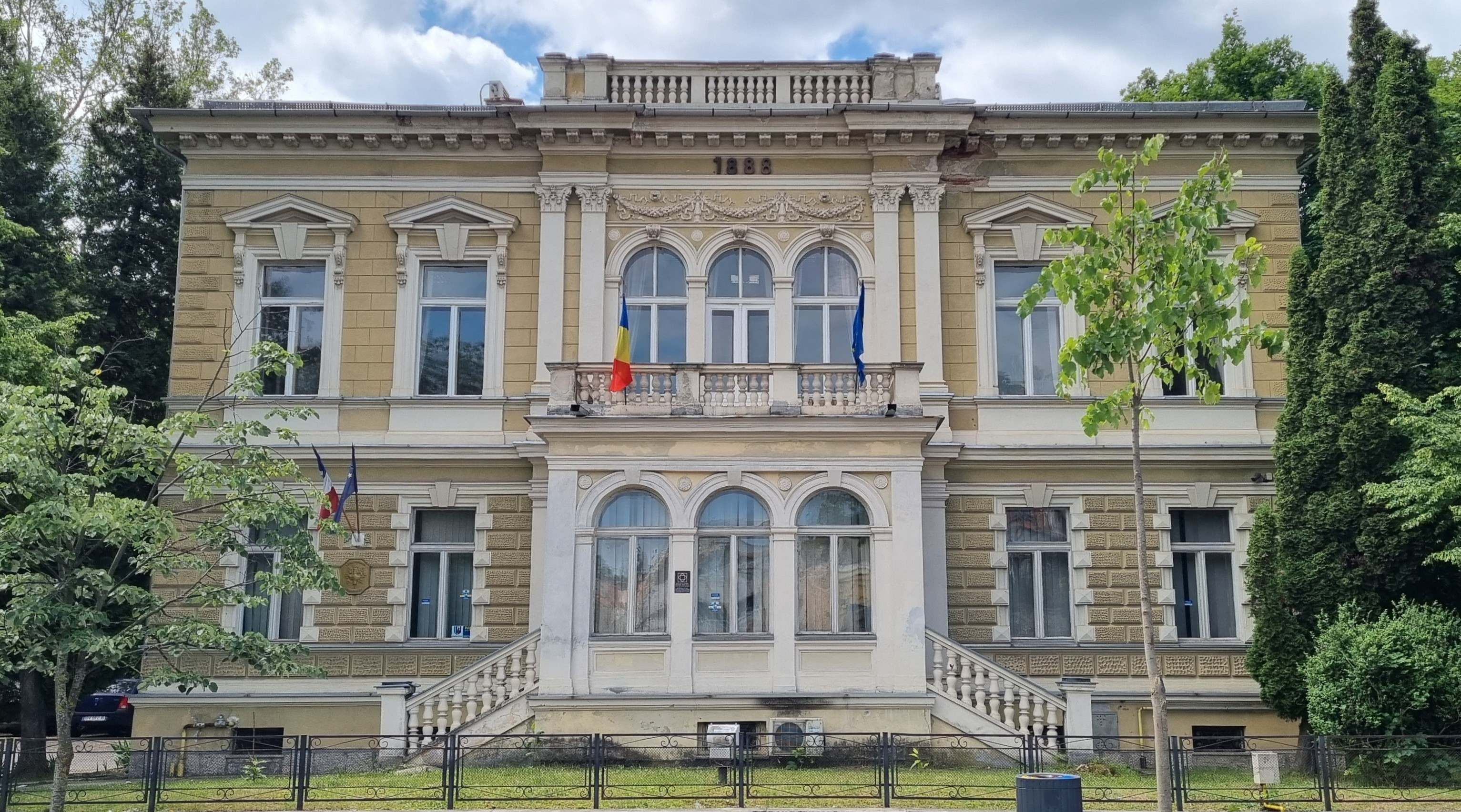
Vila Baiulescu
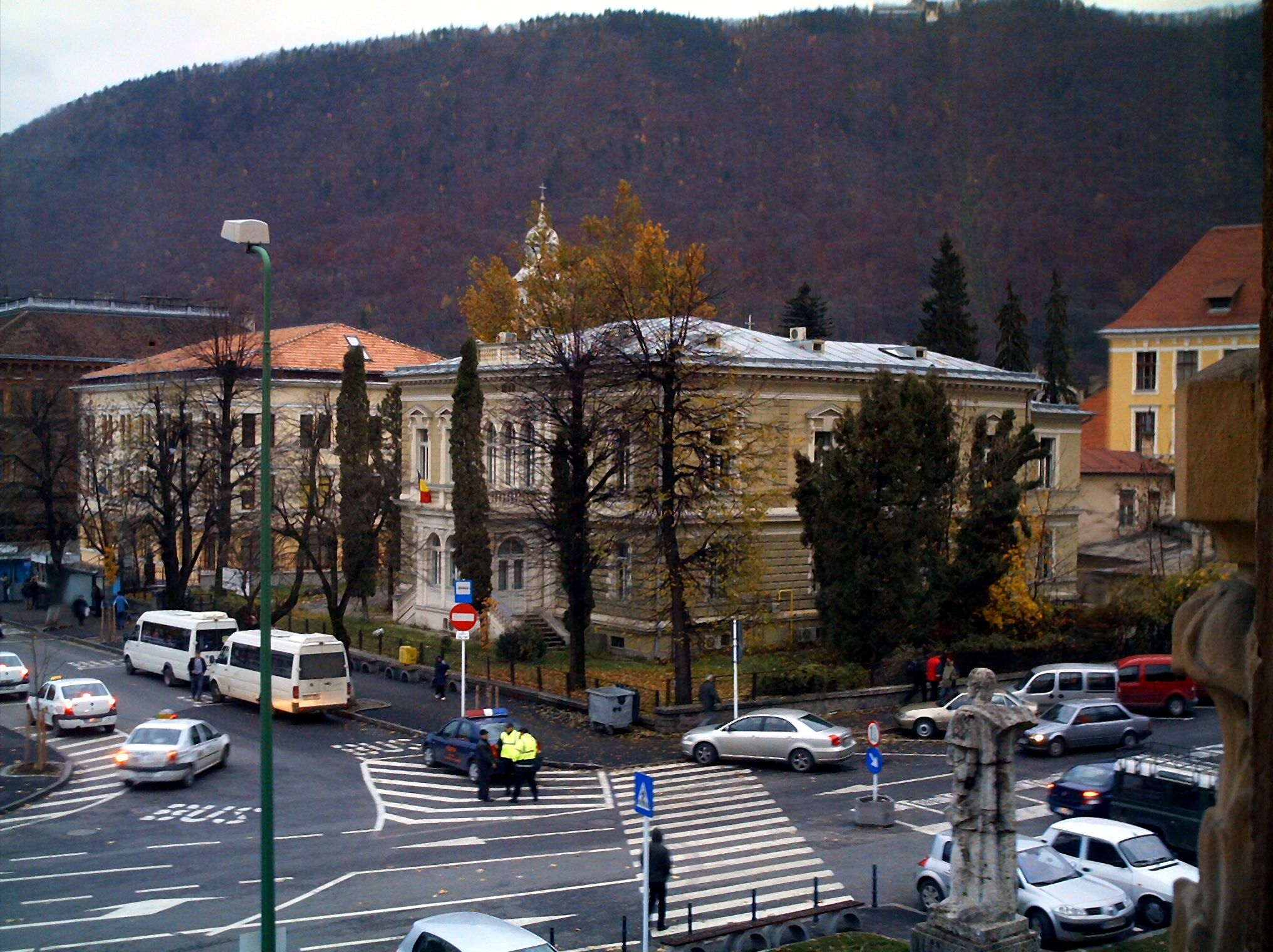
Vila Baiulescu pe Bd. Eroilor
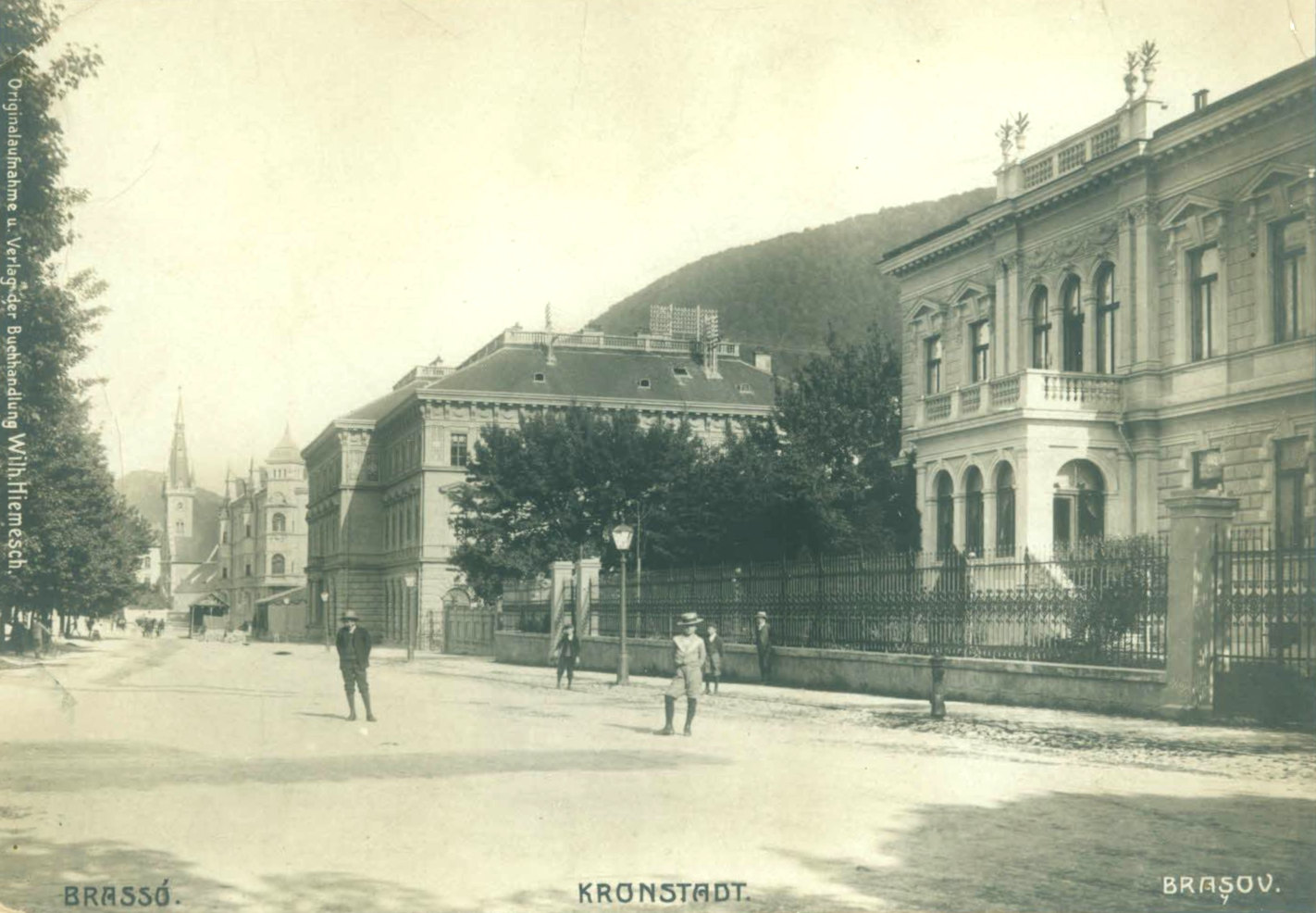
Bulevardul Rudolf cu Vila Baiulescu (1910)